# Єдначево
Єдначево (пол. Jednaczewo) — село в Польщі, у гміні Ломжа Ломжинського повіту Підляського воєводства.
Населення — 526 осіб (2011).
У 1975-1998 роках село належало до Ломжинського воєводства.

## Демографія
Демографічна структура станом на 31 березня 2011 року:
|          | Загалом | Допрацездатний вік | Працездатний вік | Постпрацездатний вік |
| -------- | ------- | ------------------ | ---------------- | -------------------- |
| Чоловіки | 272     | 68                 | 181              | 23                   |
| Жінки    | 254     | 55                 | 150              | 49                   |
| Разом    | 526     | 123                | 331              | 72                   |